# Торговая недвижимость
Торговая недвижимость ― разновидность коммерческой недвижимости, предназначенная для мест розничной и мелкооптовой продажи товаров и услуг.

## Некоторые термины
Торговая зона, зона обслуживания ― географическая область, на территории которой проживает или работает подавляющее большинство (около 95 %) покупателей торгового центра.
Якорный арендатор ― арендатор, привлекающий наибольшее число покупателей к определённой торговой площадке. Считается, что основной целью большинства покупателей является посещение точки именно якорного арендатора, а всех остальных арендаторов они посещают попутно (т. н. «спонтанная покупка»). Таким образом, поток «обычных» арендаторов прямо зависит от якорного арендатора: если он исчезнет, трафик площадки существенно упадёт или вовсе исчезнет.

### Магазин
Магазин ― помещение, используемое для реализации в розницу или мелким оптом товаров или услуг населению.

### Стрит-ритейл
Street retail (стрит-ритейл) ― разновидность торговой недвижимости, представляющая собой торговые помещения, расположенные на первых этажах зданий, имеющие отдельный вход и собственные витрины.

### Торговый центр
Торговый центр ― капитальное здание, построенное владельцем с целью получения коммерческой прибыли путём сдачи в аренду торговых площадей компаниям-арендаторам (в частности, торговым сетям) или для размещения в нем собственных торговых сетей.

### Торговая сеть
Торговая сеть ― совокупность двух и более розничных филиалов, салонов, торговых точек или иных объектов, реализующих в розницу или мелким оптом товары или услуги, объединённые под общей торговой маркой или вывеской и имеющих единый фирменный стиль.

## В России
По данным на 2023 год в России существует более 2000 объектов коммерческой недвижимости: торговые центры, торговые комплексы, торгово-развлекательными центры, торговые дома. Так, в Москве их около 600. Общий объем торговых площадей в столице России, по данным аналитиков, составляет 4,857 млн м². В Санкт-Петербурге аналогичный показатель равен 1,3 млн м², а всего в городе работает около 246 объектов торговой недвижимости.
Торговые центры активно развиваются и в других регионах России.
Инвестиции в торговую недвижимость ежегодно растут, хотя в России не так активно, как в других странах.

## Классификация торговой недвижимости
В мировой практике принята классификация торговых центров, в соответствии с которой тип и функциональное назначение определяется не только площадью участка или здания. Они зависят также от количества якорных арендаторов, ассортиментного ряда и размера зоны обслуживания. В России среди участников рынка торговой недвижимости наиболее распространена следующая система классификации ТЦ в соответствии с принятым делением территории на районы и округа:
Микрорайонный торговый центр. Расположение: в удалении от центральных улиц и стратегических магистралей. Торговая зона: территория 5-10 минут пешеходной доступности. Торговая площадь: менее 3 тыс. м². Якорный арендатор может отсутствовать. В микрорайонном торговом центре осуществляется торговля товарами первой необходимости и осуществляются услуги повседневного спроса.
Районный торговый центр. Расположение: вдалеке от центральных улиц и стратегических магистралей. Торговая зона: территория в радиусе 5-10 минут езды на личном или общественном транспорте. Аудитория: 3–40 тыс. человек. Торговая площадь: 3—10 тыс. м². Якорный арендатор: продуктовый супермаркет, аптека.
Окружной торговый центр. Расположение: вблизи центральных улиц и стратегических магистралей. Торговая зона: 10-20 минут транспортной доступности. Аудитория: 40 – 150 тысяч человек. Торговая площадь: 9 – 20 тыс. м².  Зона охвата: все прилегающие округа. Якорный арендатор: продуктовый супермаркет, универмаг товаров для детей, другие промышленные универмаги.
Суперокружной торговый центр. Расположение: вблизи стратегических магистралей. Торговая площадь: 20 – 30 тыс. м². Зона охвата: прилегающие территории и удаленные округа. Якорный арендатор: продуктовый супермаркет, универмаг товаров для детей, другие промышленные универмаги.
Региональный торговый центр. Расположение: вблизи стратегических магистралей. Торговая зона: 30-40 минут транспортной доступности. Аудитория: свыше 150 тыс. человек. Торговая площадь: 30 тыс. – 45 тыс. м². Зона охвата: прилегающие регионы. Якорный арендатор: один или два универмага с полным ассортиментом товаров площадью не менее 4500 квадратных метров. Ассортимент: потребительские товары, одежда, мебель, товары для дома в большом ассортименте, места отдыха и развлечения, предприятия бытового обслуживания.
Специализированный торговый центр. Расположение: не имеет значения. Торговая площадь: 3000 – 100000 квадратных метров. Ассортимент: подкатегории традиционных категорий, широта зависит от площади торгового центра. Якорный арендатор: функцию выполняет специализированный магазин или группа специализированных магазинов, определяющих специфику торгового центра.